# Леки крайцери тип „Карълайн“
Карълайн (на английски: Caroline) са тип британски леки крайцери на Британския Кралски флот, от времето на Първата световна война. Всичко от проекта са построени 6 единици: „Карълайн“ (на английски: HMS Caroline), „Керифорт“ (на английски: HMS Carysfort), „Клеопатра“ (на английски: HMS Cleopatra), „Комюс“ (на английски: HMS Camus), „Конкуест“ (на английски: HMS Conquest) и „Корделия“ (на английски: HMS Cordelia). Развитие на леките крайцери от типа „Аретуза“, родоначалници на семейството крайцери от типа C.
Последващо развитие на серията стават крайцерите от типа „Калиопа“.

## Конструкция

### Въоръжение
Въоръжението са две разположени в кърмата линейно-терасовидно 152 mm оръдия „Мк. ХII“ 45 калибра, 8× 102 mm оръдия „Mk.V“ 45 калибра разположени по двойки на носа и по двата борда на крайцерите и 2×2 533 mm торпедни апарата. Управлението на артилерийския огън се осъществява от два далекомерни поста, разположени на носовата надстройка и на кърмовия мостик. Всеки пост е оборудван с открит далекомер на фирмата Barr & Stroud с база девет фута (2,74 m).

### Брониране
Бордовото брониране е със стомана марка НТ (High Tensile Steel), и се използва като конструктивен елемент за осигуряване на надлъжната здравина на корпуса. Бронирането на палубата съставлява 25,4 mm и е от същия материал.

### Силова установка
8 водотръбни котли Yarrow с работно налягане 16,5 атмосфери. Запас гориво – 916 тонa нефт.

## История на службата
„Карълайн“ – заложен: 28 януари 1914 г., спуснат на вода: 29 септември 1914 г., влиза в строй: декември 1914 г.
„Керифорт“ – заложен: 25 февруари 1914 г., спуснат на вода: 14 ноември 1914 г., влиза в строй: юни 1915 г.
„Клеопатра“ – заложен: 26 февруари 1914 г., спуснат на вода: 14 януари 1915 г., влиза в строй: юни 1915 г.
„Комюс“ – заложен: 3 ноември 1913 г., спуснат на вода: 16 декември 1914 г., влиза в строй: януари 1915 г.
„Конкуест“ – заложен: 3 март 1914 г., спуснат на вода: 20 януари 1915 г., влиза в строй: юни 1915 г.
„Корделия“ – заложен: 21 юли 1913 г., спуснат на вода: 23 февруари 1914 г., влиза в строй: януари 1915 г.

## Коментари
1. ↑  Всички данни се привеждат към момента на влизане в строй.